# Valle di Funes - Sas De Putia - Rasciesa nel Parco Naturale Puez-Odle
Valle di Funes - Sas De Putia - Rasciesa nel Parco Naturale Puez-Odle este o arie protejată (arie specială de conservare — SAC, sit de importanță comunitară — SCI, arie de protecție specială avifaunistică — SPA) din Italia întinsă pe o suprafață de 5.277 ha, integral pe uscat.

## Localizare
Centrul sitului Valle di Funes - Sas De Putia - Rasciesa nel Parco Naturale Puez-Odle este situat la coordonatele 46°37′59″N 11°47′19″E / 46.633°N 11.7885°E.

## Înființare
Situl Valle di Funes - Sas De Putia - Rasciesa nel Parco Naturale Puez-Odle a fost declarat sit de importanță comunitară în septembrie 1995 pentru a proteja 1 specie de plante și 16 specii de animale. Alte tipuri de protecție:
- arie de protecție specială avifaunistică (în august 2000)[2]
- arie specială de conservare (în noiembrie 2016)[1][3][4]

## Biodiversitate
Situată în ecoregiunea alpină, aria protejată conține 15 habitate naturale: Grohotișuri silicioase de la nivelul montan până la nivelul zăpezii (Androsacetalia alpinae și Galeopsietalia ladani), Grohotișuri calcaroase și de șisturi calcaroase de la nivelul montan până la nivelul alpin (Thlaspietea rotundifolii), Tufărișuri cu Pinus mugo și Rhododendron hirsutum (Mugo-Rhododendretum hirsuti), Mlaștini alcaline, Pajiști boreale și alpine pe substrat silicios, Pajiști cu Molinia pe soluri calcaroase, turboase sau argilos-nămoloase (Molinion caeruleae), Fânețe montane, Râuri de munte și vegetația erbacee de pe malurile acestora, Formațiuni ierboase bogate în specii de Nardus, dezvoltate pe substraturi silicioase în zone montane (și în zone submontane, în Europa continentală), Păduri acidofile de Picea de la nivel montan la nivel alpin (Vaccinio-Piceetea), Liziere de ierburi înalte hidrofile de câmpie și de nivel montan până la alpin, Pajiști alpine și boreale, Păduri alpine de Larix decidua și/sau Pinus cembra, Pajiști alpine și subalpine calcaroase, Pante stâncoase calcaroase cu vegetație casmofită.
La baza desemnării sitului se află mai multe specii protejate:
- plante (1): papucul doamnei (Cypripedium calceolus)
- păsări (14): minunița (Aegolius funereus), ciocârlie-de-câmp (Alauda arvensis), potârnichea de stâncă (Alectoris graeca saxatilis), acvilă de munte (Aquila chrysaetos), cocoșul de mesteacăn (Bonasa bonasia), ciocănitoare neagră (Dryocopus martius), șoim călător (Falco peregrinus), Lagopus muta helvetica, sfrâncioc roșiatic (Lanius collurio), viespar (Pernis apivorus), ciocănitoare de munte (Picoides tridactylus), ciocănitoare verzuie (Picus canus), sturz (Turdus pilaris), sturzul de vâsc (Turdus viscivorus)
- nevertebrate (2): fluturele auriu (Euphydryas aurinia), Vertigo genesii

Pe lângă speciile protejate, pe teritoriul sitului au mai fost identificate 26 de specii de plante, 10 specii de păsări, 1 specie de amfibieni, 2 specii de mamifere.